# ماكسيما (ملكة هولندا)
ماكسيما (ولدت باسم ماكسيما زورغييتا في 17 مايو 1971)، هي ملكة هولندا بصفتها زوجة الملك فيليم ألكسندر.
وُلدت ماكسيما في الأرجنتين، وكانت تعمل في مجال التمويل عندما التقت فيليم ألكسندر، الابن الأكبر وولي عهد الملكة بياتريكس، وذلك في عام 1999. تزوّجا في عام 2002، وتوّج الزوجان ملكًا وملكة عقب تنازل حماتها عن العرش في 30 أبريل 2013.
تُعرف ماكسيما بدعمها لقضايا الاندماج الاجتماعي للمهاجرين، وحقوق الشواذ، والشمول المالي. ولها من فيليم ألكسندر ثلاث بنات: الأميرات كاثرينا-أماليا، وأليكسا، وأريانة، وهنّ الأولى والثانية والثالثة على التوالي في ترتيب وراثة العرش.

## العلاقة مع فيليم ألكسندر
التقت ماكسيما فيليم ألكسندر في أبريل 1999 في إشبيلية، إسبانيا، خلال مهرجان الربيع في إشبيلية. وفي مقابلة لاحقة، صرّحا بأن فيليم ألكسندر قدّم نفسه فقط باسم "ألكسندر"، دون أن يذكر أنه أمير، ما جعل ماكسيما لا تعلم بهويته الحقيقية. وعندما أخبرها لاحقًا بأنه أمير أوراني وولي عهد العرش الهولندي، ظنّت في البداية أنه يمزح. ووفقًا للسيرة غير الرسمية المعنونة «ماكسيما. بناء ملكة»، فقد دُعيت ماكسيما إلى إشبيلية من قِبل صديقة كانت تقيم في نيويورك، وأخبرتها صراحة أنها ستعرّفها على أميرين أوروبيين. اتفقا على اللقاء مجددًا بعد أسبوعين في نيويورك، حيث كانت ماكسيما تعمل لدى بنك دريسدنر كلاينفورت بنسون، ويُعتقد أن علاقتهما بدأت في نيويورك.
أثار الإعلان عن علاقتهما وخطط الزواج لاحقًا جدلًا في هولندا، بسبب الدور الذي شغله والد ماكسيما خورخي ثوريغييتا كوزير في الحكومة خلال عملية إعادة التنظيم الوطني، وهي آخر دكتاتورية عسكرية شهدتها الأرجنتين. وكان زورغييتا قد شغل منصبه الوزاري بين عامي 1979 و1981، أي في المراحل الأخيرة من ما عُرف بـالحرب القذرة (1974–1982)، وهي فترة من القمع السياسي أسفرت عن مقتل أو اختفاء نحو 30,000 شخص خلال سبع سنوات من الحكم العسكري. وبطلب من البرلمان الهولندي، أجرى البروفيسور الهولندي ميخيل باود، المختص في دراسات أمريكا اللاتينية، تحقيقًا حول مدى تورط زورغييتا في تلك الفترة. وقد أصرّ زورغييتا على أنه، بصفته مدنيًا، لم يكن على علم بالحرب القذرة أثناء تولّيه المنصب. وخلص باود إلى أن زورغييتا لم يكن متورطًا بشكل مباشر في أية من الفظائع التي وقعت آنذاك، لكنه رجّح بشدة أن يكون على علم بها؛ معتبرًا أنه من غير المنطقي أن يجهل وزير في الحكومة مثل هذه الأحداث.
وعقب تتويجها ملكة، شهدت ماكسيما تزايدًا في شعبيتها، حتى أصبحت أكثر أفراد العائلة المالكة الهولندية شعبية اعتبارًا من عام 2024.
وفي عام 2024، بدأ عرض مسلسل تلفزيوني بعنوان «ماكسيما زورغييتا: أرض الأم» عبر منصة فيديولاند في هولندا، ويتناول المسلسل مراحل حياتها المبكرة في الأرجنتين وقصة لقائها بالملك فيليم ألكسندر.

## الزواج والعائلة
أعلن الثنائي خطوبتهما في 30 مارس 2001؛ وقد وجّهت ماكسيما كلمة إلى الشعب باللغة الهولندية (وكانت آنذاك لا تتقن سوى مستوى محادثة بسيط منها) خلال بث تلفزيوني مباشر. مُنحت ماكسيما الجنسية الهولندية بموجب مرسوم ملكي في 17 مايو 2001، وأصبحت تحمل جنسية مزدوجة: الأرجنتينية والهولندية. وقد وافق البرلمان الهولندي (الهيئات العامة) رسميًا على الخطوبة في وقت لاحق من العام نفسه، وهو إجراء ضروري ليتمكن فيليم ألكسندر من الحفاظ على حقه في وراثة العرش.
تزوّجت ماكسيما وفيليم ألكسندر في 2 فبراير 2002 خلال مراسم مدنية أُقيمت في بورس فان بيرلاخه في أمستردام، تلاها حفل ديني في الكنيسة الجديدة في المدينة. لم يحضر والدا ماكسيما حفل الزفاف؛ إذ مُنع والدها من الحضور بسبب منصبه السابق كوزير في الحكومة خلال فترة العملية الوطنية لإعادة التنظيم في الأرجنتين، بينما اختارت والدتها عدم الحضور تضامنًا مع زوجها.

## روابط خارجية
- ماكسيما ملكة هولندا على موقع الموسوعة البريطانية (الإنجليزية)
- ماكسيما ملكة هولندا على موقع مونزينجر (الألمانية)